# Angerona nigrisparsa
Angerona nigrisparsa är en fjärilsart som beskrevs av Butler 1879. Angerona nigrisparsa ingår i släktet Angerona och familjen mätare. Inga underarter finns listade i Catalogue of Life.